# Szagos müge
A szagos müge vagy szagos galaj (Galium odoratum) kis termetű, évelő, lágy szárú növény. Európa és Ázsia bükkös és gyertyános tölgyeseiben, s a Bükk-vidéken fordul elő.

## Jellemzése
Négyélű, sima, zöldes szárán minden csomónál 2 tojásdad alakú, kocsánytalan levél helyezkedik el átellenesen, 4-6 a levelekkel azonos méretű pálhalevéllel együtt. Fehér virágai a szár végén sátorozó bogernyőt alkotnak. Apró, gömb alakú iker kaszattermését horgas szőrök borítják.

## Felhasználása
Hatóanyagai melitozoid, aszperulozid és egyéb iridoid-glikozidok, kumarin.
Föld feletti részeit a népi gyógyászatban neurotikus állapotok (idegesség, álmatlanság, fokozott ingerlékenység) és görcsök, valamint emésztési zavarok (renyhe emésztés, felfúvódás, böfögés) tüneti kezelésére alkalmazzák. Szárított hajtásait teakeverékekben ízjavítóként is alkalmazzák. Az orvostudomány vénás megbetegedéseknél használja kivonatait, a kumarin gyulladáscsökkentő, vérhígító, keringésjavító hatásai miatt.
Klasszikus ízesítője számos alkoholos italnak, például a német nyelvterületen népszerű „májusi bor” néven ismert bólénak, de készítenek belőle szirupot is. Ameddig engedélyezett volt az élelmiszeripari hasznosítása, ez volt[forrás?] az alapanyaga az erdőmester fantázianevű, leginkább az 1980-as években elterjedten készített fagylaltoknak. [A név a növényfaj német elnevezésének tükörfordításával jött létre.]
Waldmeister (erdőmester) névvel italok, szörpök, fagylaltok vannak forgalomban Németországban napjainkban is.
Élelmezési felhasználását, kimutatott toxicitása miatt ma már korlátozzák.

### Gyógyhatása
A szagos mügének görcsoldó és idegnyugtató hatása van.
A belőle készült teaforrázat gyermekeknek is adható, túladagolva azonban szédülést és mérgezéses tüneteket okozhat.

## Toxicitása
A növény illatát is okozó kumarin mérsékelten máj- és vesekárosító hatású. Fokozottan mérgező a rágcsálókra, mert a szervezetükben 3,4-kumarin epoxiddá metabolizálódik. Ennek a 4-hidroxikumarin származékokhoz hasonlóan véralvadásgátló hatása van, és nagy mennyiségben belső vérzést okoz, K-vitamin antagonista hatása miatt. (Több 4-hidroxikumarin származékot gyógyszerként, illetve patkányméregként is alkalmaznak, lásd még: acenokumarol, warfarin.) Az emberi szervezetben a lebomlása kevésbé toxikus anyagokhoz vezet. Mindazonáltal keringési zavarok vagy terhesség esetén, illetve véralvadásgátló gyógyszerek mellett használata nem ajánlott.
Naponta 0,1 mg/ttkg kumarin mindenki által rendszeresen fogyasztható a májkárosodás kockázata nélkül, és ezen adag rövidtávú, mérsékelt túllépése is veszélytelen. A szagos mügében 0,6% kumarin található, tehát 60 kg testsúllyal napi 1 g szagos müge hosszú távon sem jelent veszélyt. (Túladagolása esetén fejfájás, szédülés jelentkezhet.)